# Praia da Ponta Grossa (Porto Alegre)
Trecho da praia da Ponta Grossa
A Praia da Ponta Grossa é uma praia localizada em Porto Alegre, capital do estado brasileiro do Rio Grande do Sul. Banhada pelo Guaíba, está situada ao sul do Morro da Ponta Grossa, no bairro homônimo, no extremo-sul do município. Na parte norte do mesmo morro, situa-se a chamada Praia do Tranquilo.
Historicamente, a praia serviu para o lazer das famílias dos sítios que vieram a dar origem ao loteamento Retiro da Ponta Grossa (final da década de 1930), composto de chácaras de veraneio originalmente, havendo até hoje imóveis de lazer e clubes ao longo da praia, mas também moradias fixas na atualidade. 
Uma foto histórica de 1926 demonstra veranistas do sítio do arquiteto Theo Wiederspahn (1878-1952) em trajes de banhos fazendo alongamentos à beira da praia.
A praia apresenta trechos de areia e rochas, além de rampas construídas por proprietários dos lotes que a margeiam.
Hoje, o acesso à praia se dá por uma servidão de passagem situada na Rua Othero Ortiz, embora houvesse mais de um acesso no passado, como na Rua Hygino Lima.
Diferentemente das praias de bairros mais urbanizados município, a praia da Ponta Grossa não possui infraestrutura mínima para receber visitantes, como iluminação, sanitários e lixeira. Ao contrário das praias de Belém Novo, as águas da Ponta Grossa não são indicadas pela prefeitura como próprias para banho, por conta da poluição do Guaíba.

## Galeria

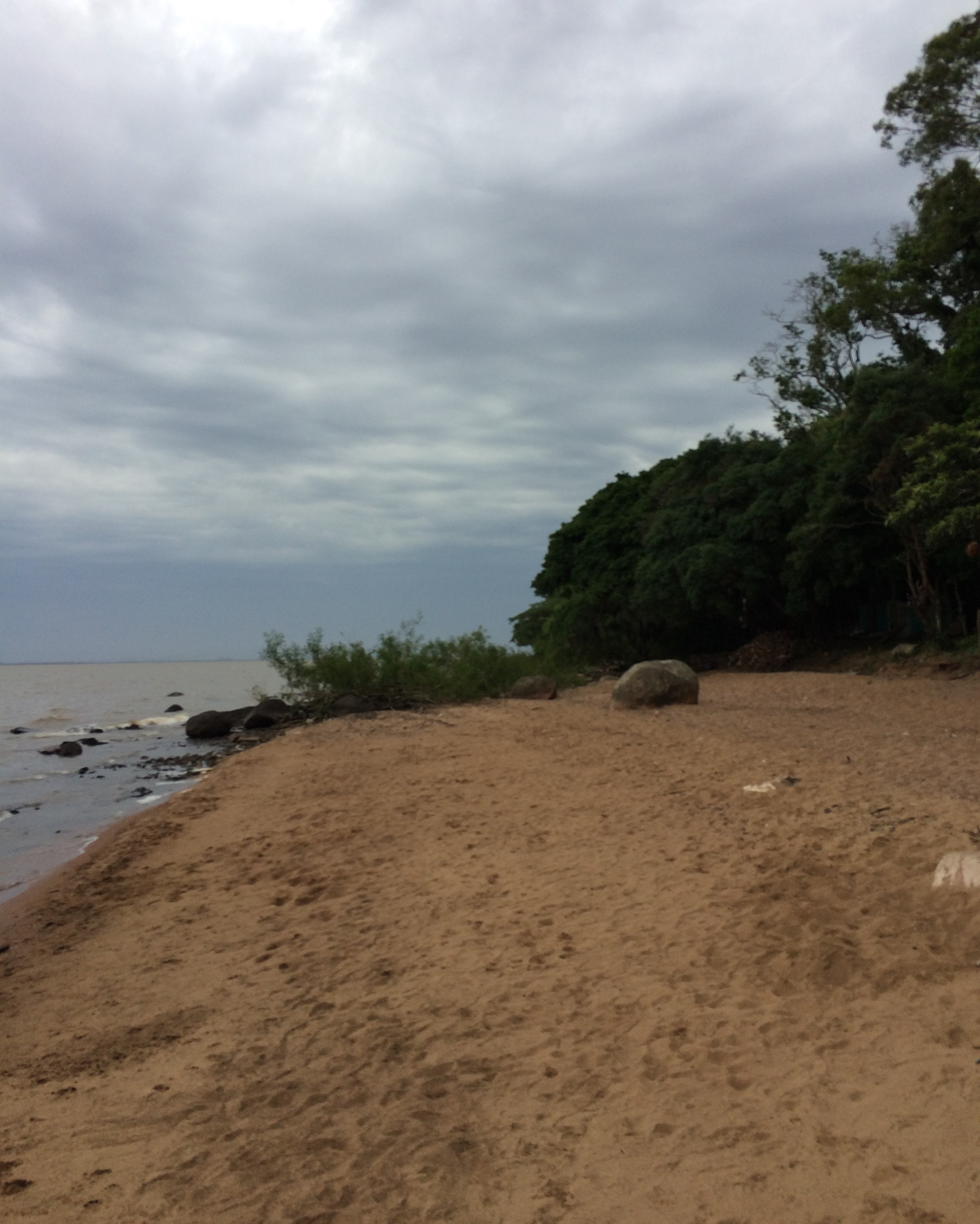
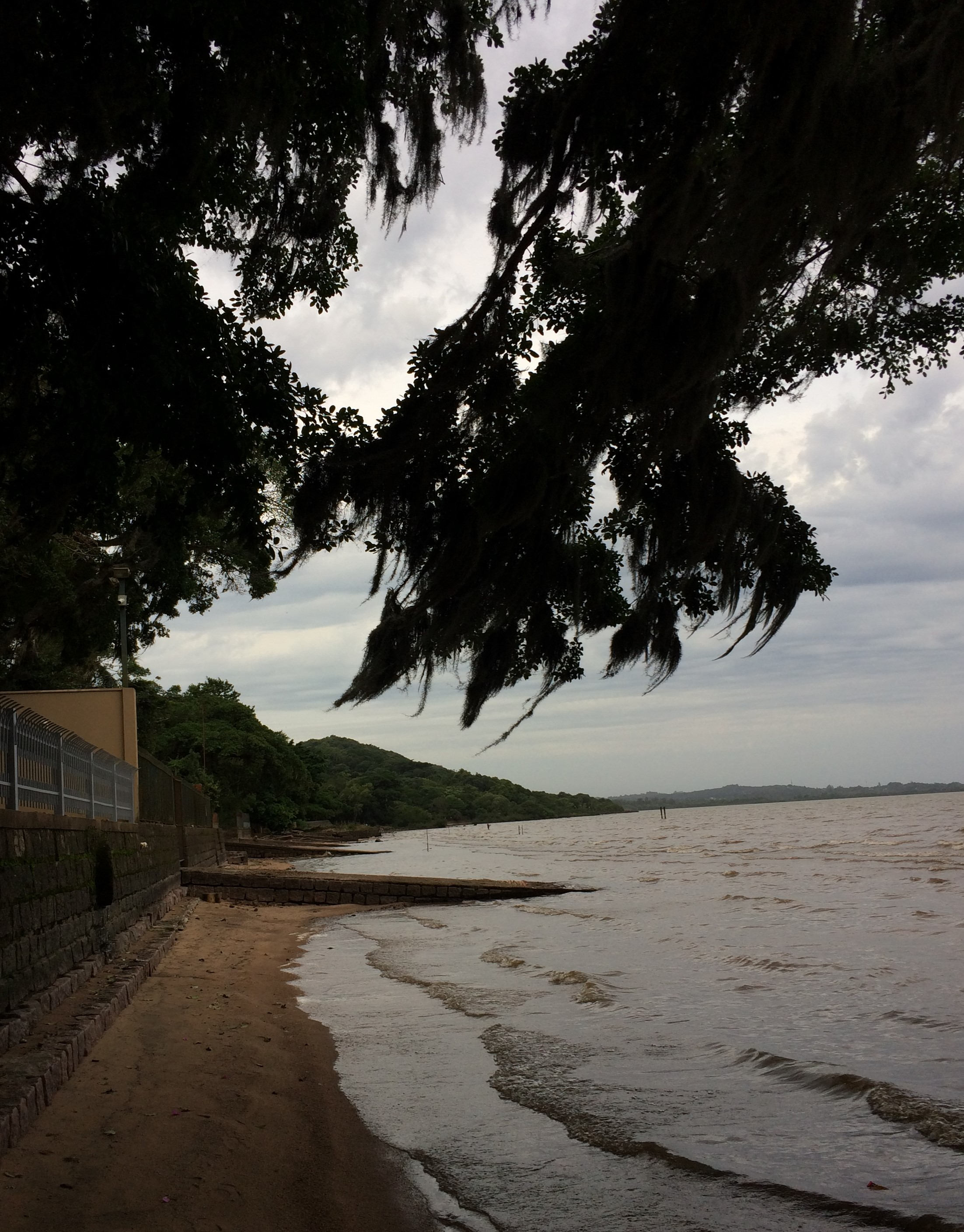
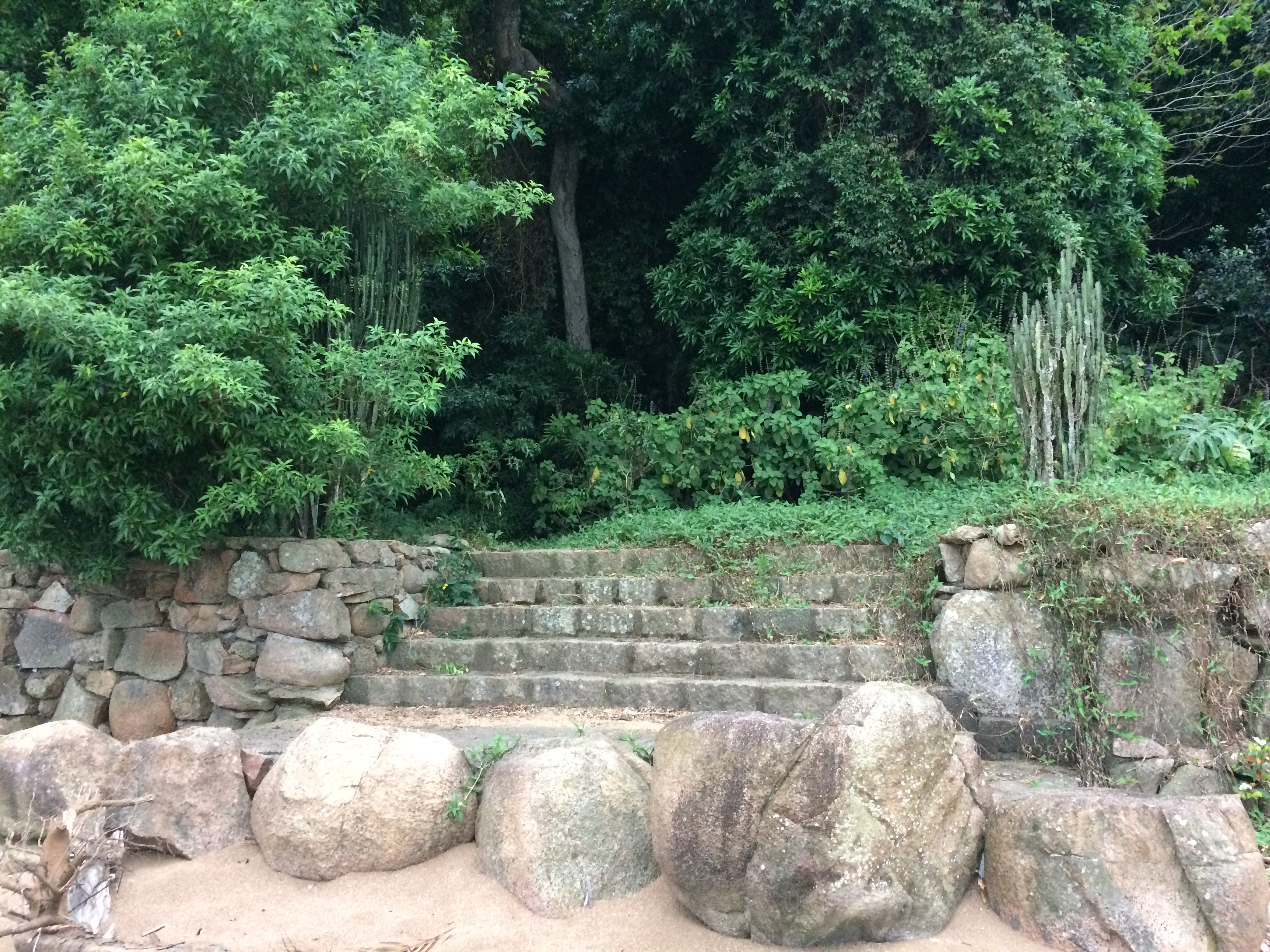
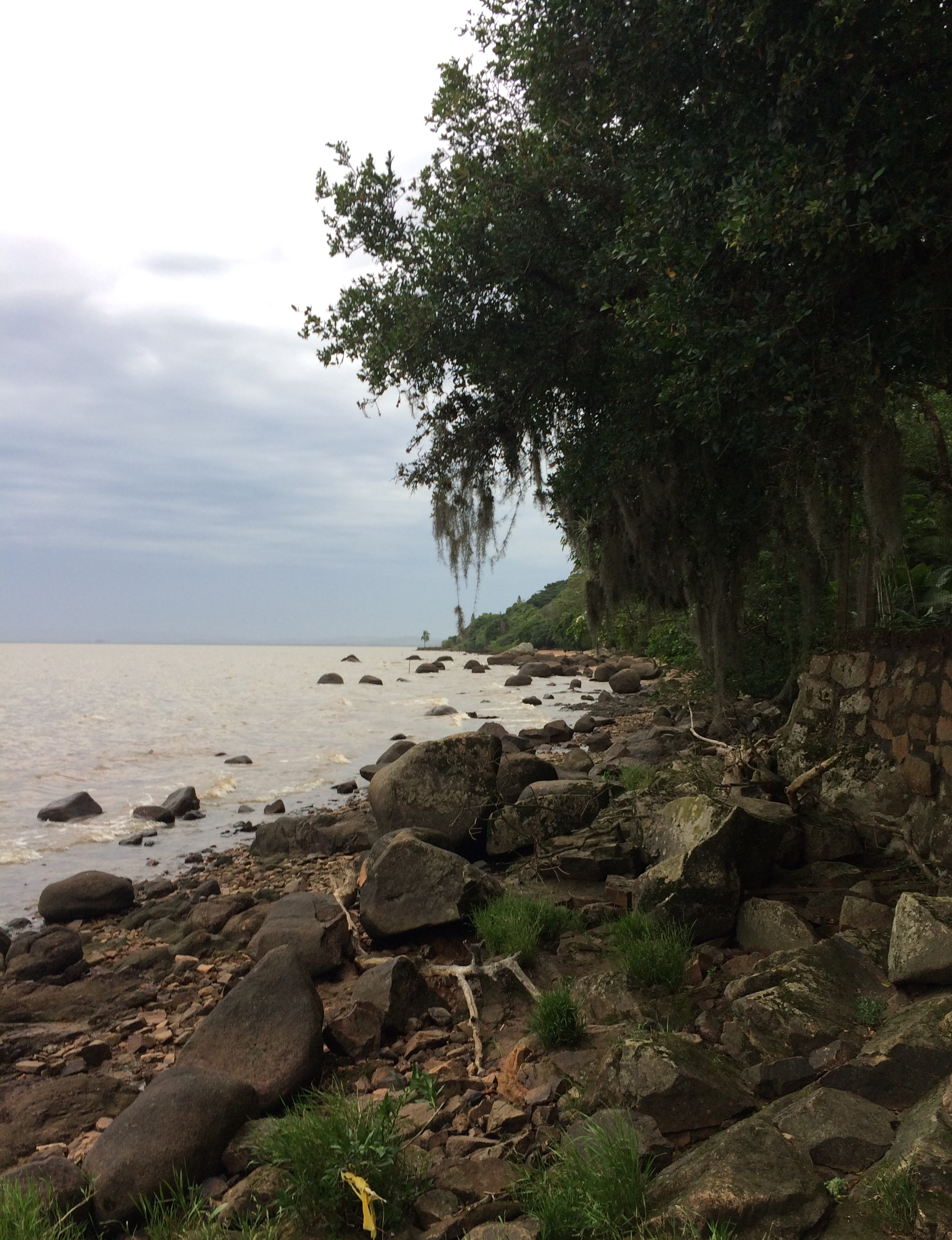
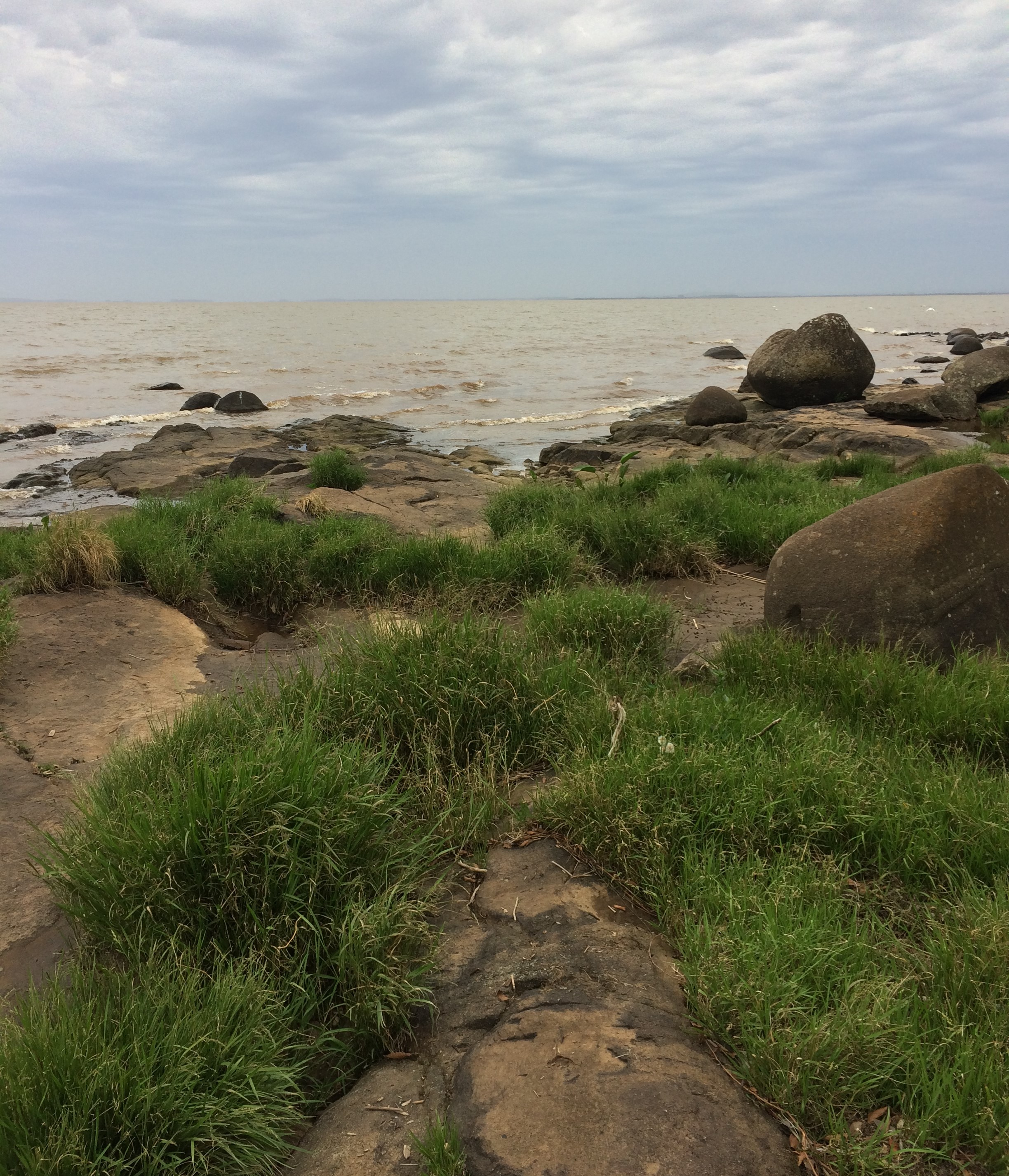
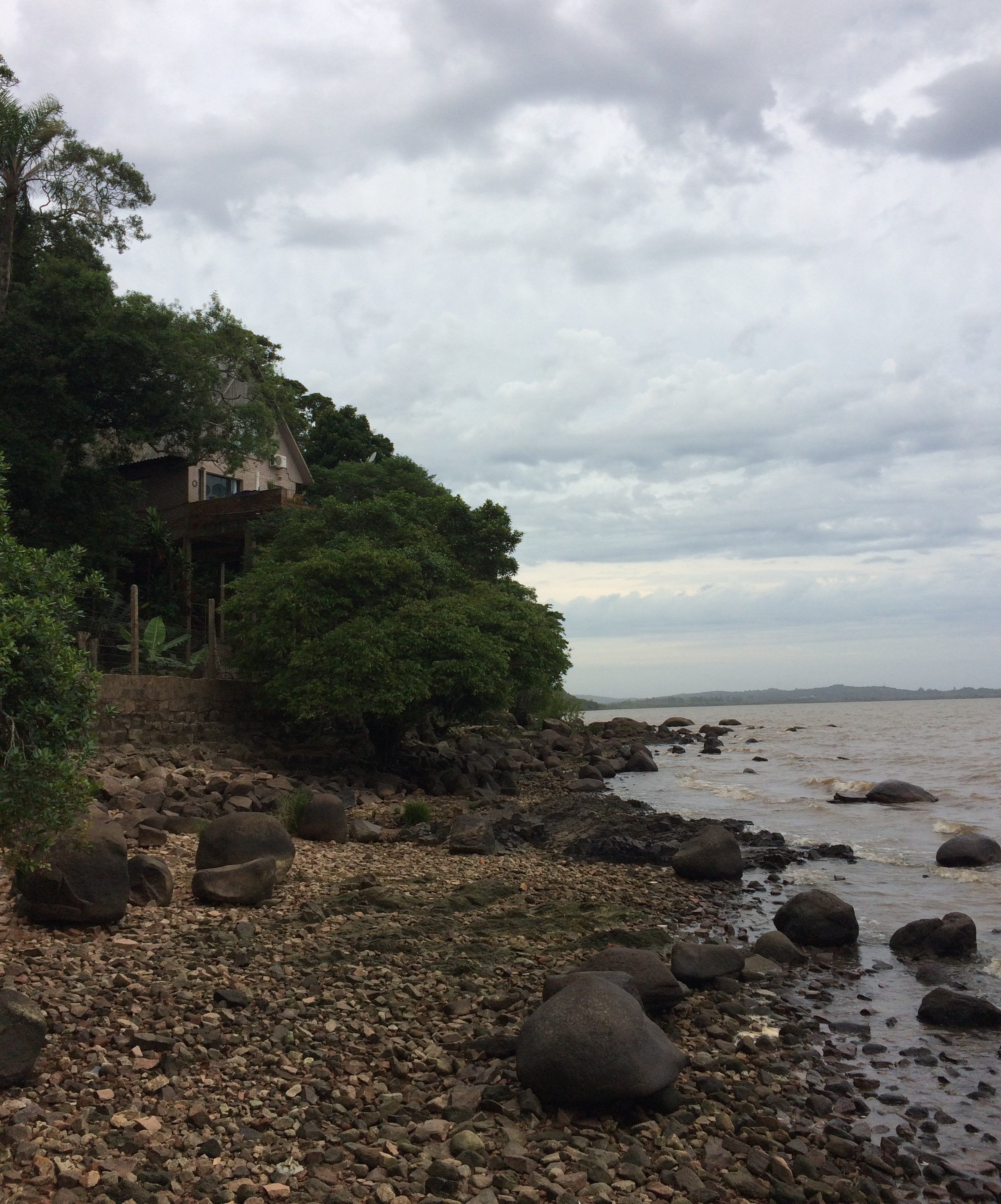
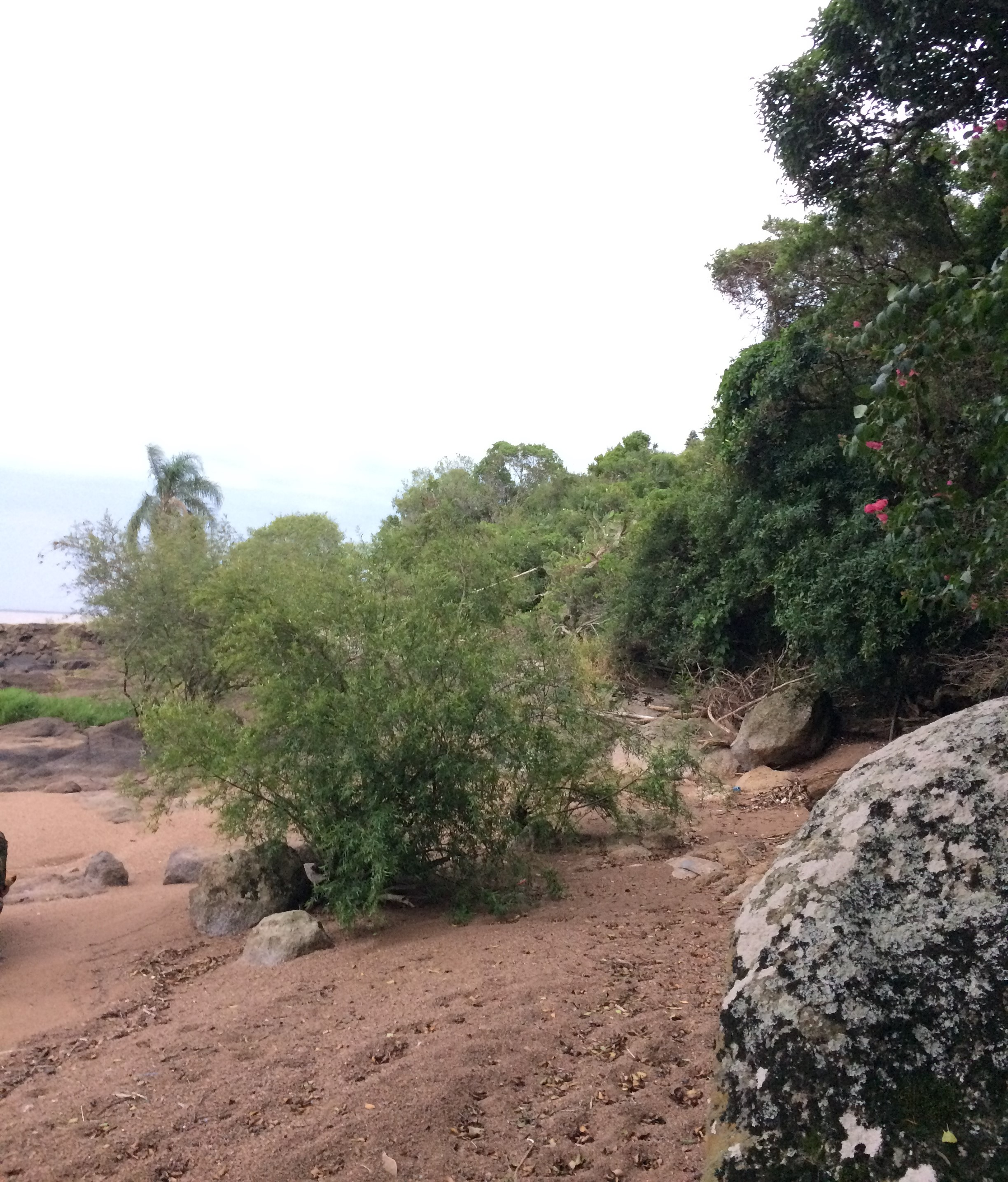
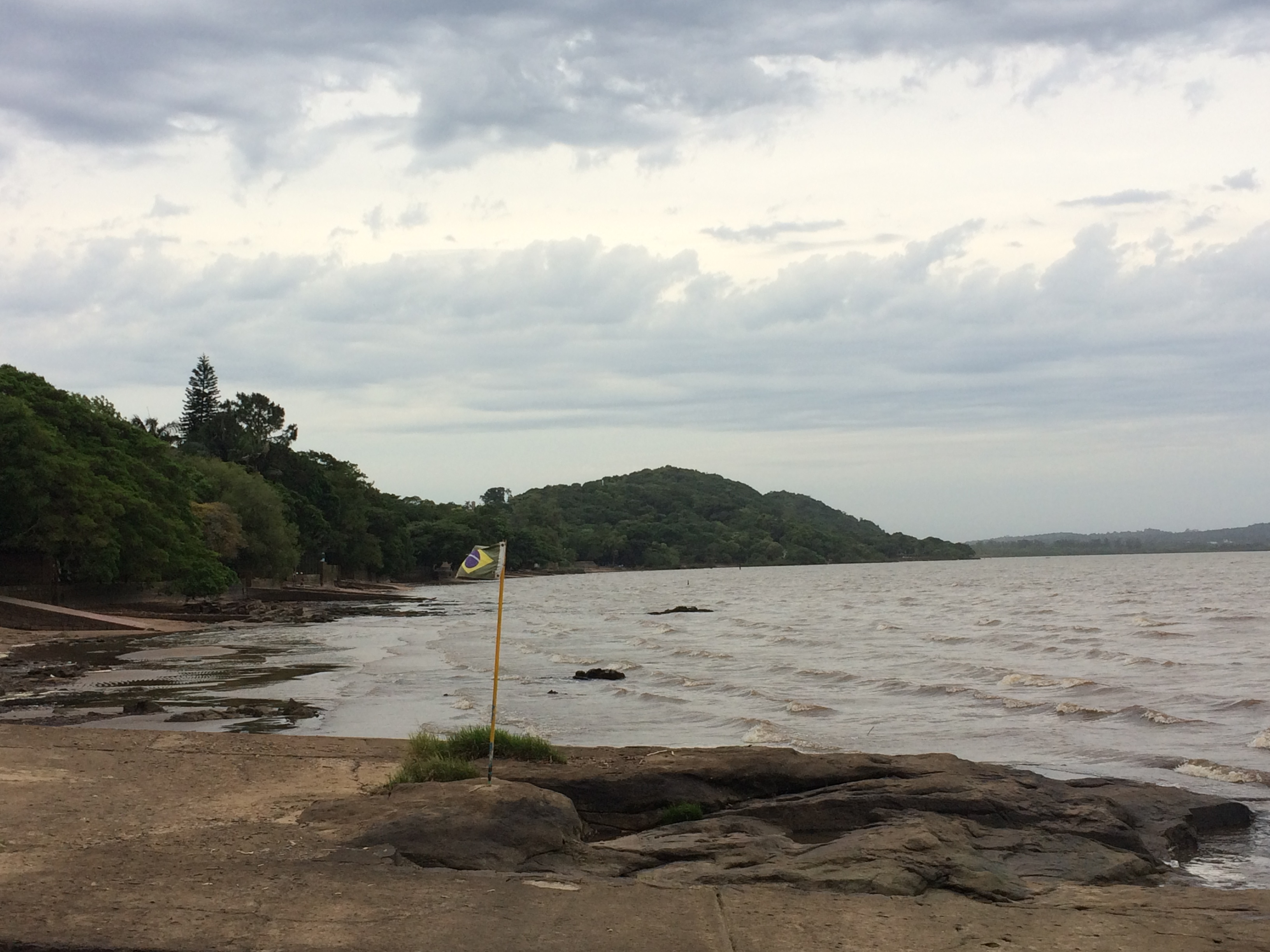
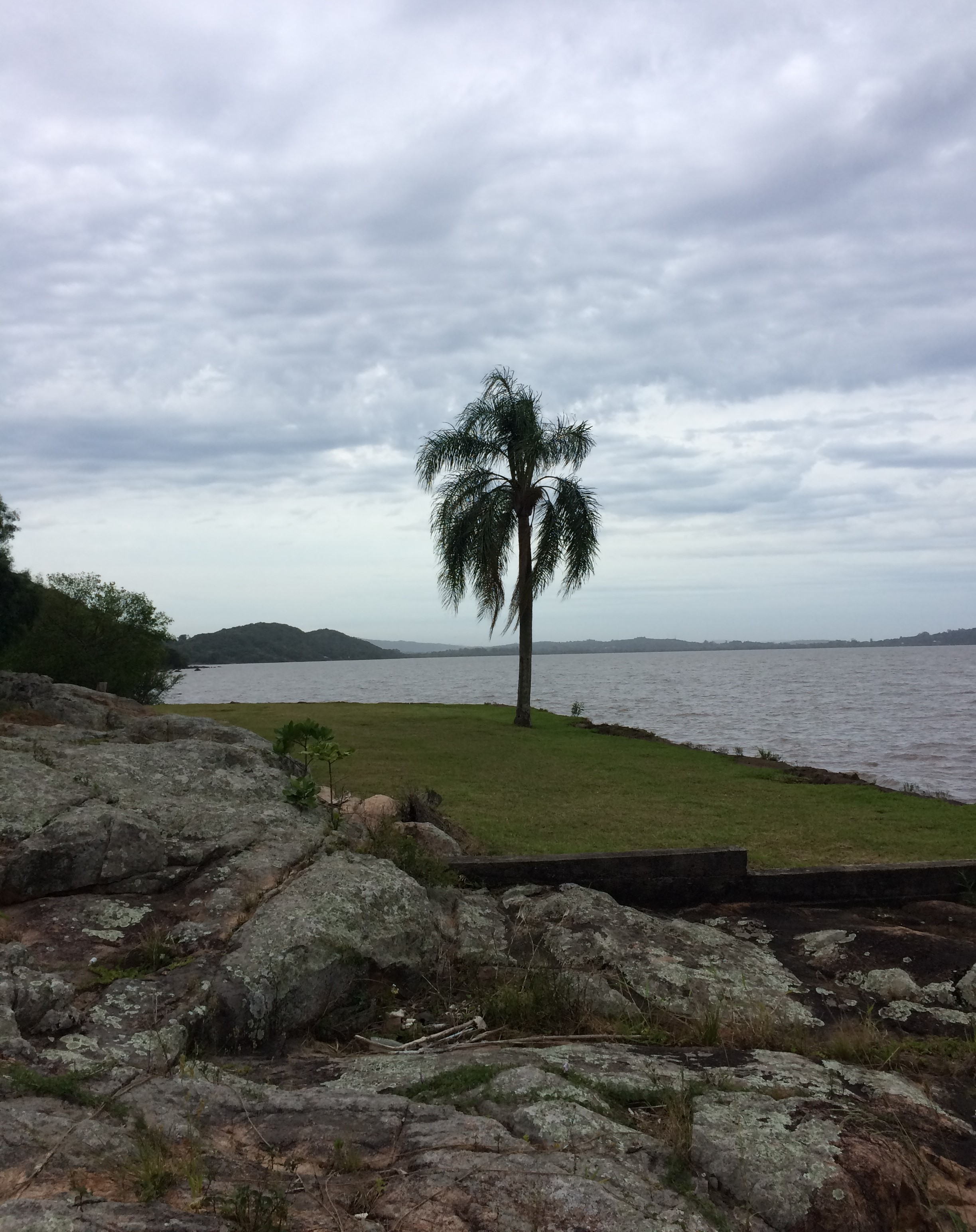